# Ai Kago
Ai Kago e un idol japonez .Ea a fost în trupă de pop japonez Morning Musume din anul 2000 pană în 2004. Primul single cu ea în trupă a fost "Happy Summer Wedding"
1. ↑  „Ai Kago”, Internet Movie Database, accesat în 9 ianuarie 2016
2. ↑  Nihon Tarento Meikan, 2009, accesat în 12 august 2020